# 矢野兼三

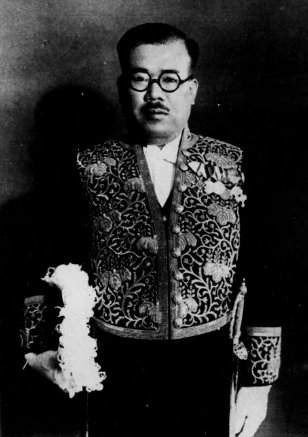
矢野兼三

矢野 兼三（やの けんぞう、1896年（明治29年）9月13日 - 1981年（昭和56年）2月19日）は、日本の内務・警察官僚。官選富山県知事、陸軍司政長官。号は蓬矢。

## 経歴
大阪市出身。矢野治三郎の三男として生まれる。1919年、私立関西大学法律学科を卒業し桜セメントに入社。1920年10月、文官高等試験行政科試験に合格。1921年、内務省に入省し社会局嘱託となる。
以後、京都府愛宕郡長、警視庁事務官、青森県書記官・学務部長、千葉県書記官・警察部長、警視庁官房主事、岡山県総務部長などを歴任。
1938年4月、富山県知事に就任。戦時下の対応に尽力。1941年1月に休職となる。1942年7月7日、陸軍司政長官に発令。同年8月1日、第25軍軍政監部付・西海岸州（州都パダン）長官に就任し、1944年4月まで在任した。
戦後、永田精機 (株) 常任監査役を務めた。
三無事件(1961年)の首謀者・川南豊作に三無主義（無税・無失業・無戦争）を教えた。川南の影響下で設立された日本産業開発株式会社の顧問も務めた。

## 著作
- 『工場災害扶助論 : 工場扶助法令解説』三省堂、1931年。
- 『工場風景』一番館印刷所出版部、1931年。
- 『工場と地域制』東京工場協会、1932年。
- 『随筆　村を廻る』(矢野蓬矢)高志書房、1939年。
- 『常会に聴く』富山県町村長会、1940年。
- 『漬物石 : 人間吏となる亦風流』第一公論社、1941年。
- 『銃口に立つ』新政会出版部、1961年。
- 『獄中記 : 秘められたる終戦残酷物語』潮文社、1962年。

## 栄典
- 1940年（昭和15年）8月15日 - 紀元二千六百年祝典記念章[9]